# Agonum fuliginosum
Agonum fuliginosum es una especie de escarabajo del género Agonum, familia Carabidae. Fue descrita científicamente por Panzer en 1809.
Esta especie se encuentra en varios países de Europa.